# 百越
百越（ひゃくえつ）または越族（えつぞく）は、古代中国の南方、主に江南と呼ばれる長江以南から現在のベトナム北部にいたる華南地域という広大な地域に住んでいた、越諸族の総称。越、越人、粤（えつ）とも呼ぶ。日本の明治から昭和期には、かつて中国南部からベトナムにかけて存在した南越国から南越族とも表記された。
非漢民族。日本の現代の書物において（中国史にまつわる）「越人」「越の人」と表される場合、現在のベトナムの主要民族であるベト人（越人）、キン族（京人）の直系先祖である。

## 概要
現在の浙江省の東海岸が起源と見られる。言語は古越語を使用し、華夏民族とは言語が異なって、言葉は通じなかったとされる。しかし、古代からシナチベット語である上古漢語に対し莫大な影響を与えた。贛語、呉語、閩語、粤語は、百越の百越語と関連が深いといわれている。
周代の春秋時代には、楚、呉や越の国を建国する。秦も中原ではなく非漢族とされる異民族と呼ばれ、楚も昔から南に存在する越の異民族と呼ばれたが楚は漢を構成する。漢が存在した時は、越は楚、呉や越を呼ぶ呼称ではなく、2つの越の国が確認できる。1つは長江以南である中国南部と現在の広東省、広西、ベトナムにかけて存在した南越、もう1つは、中国の閩江（福建省の川）周辺の閩越（びんえつ）である。漢人は北方異民族の力の支配に対してしばしば反乱を起こしながら、華南地域に移動し華南の王朝を建国した。この時代、華南地域からさらに南に移動した越人は、頻発に反乱を起こしていた。徴姉妹の乱は、現代に伝わる当時の反乱の1つである。
その後は、北方異民族の征服王朝により徐々に漢人が華南地域に移動し、越人はベトナムに定着した。北部ベトナムは968年に最初の越人民族王朝である丁朝が丁部領により成立している。
中国に残った越人は「越」の国を失い、次第に「越人」としてのアイデンティティーを失っていったものの、現在でも広東省一帯の方言である広東語を「粤語」と呼び、広東省の車のナンバープレートには「粤」と記載されている。また、百越の後孫であるベトナムは漢字で「越南」と書き表す。

## 越人に関連する名称
中国の歴史書や文献においては、越人に関する記述は、「越」「戉」「粤」「百粤」として現れる。「越」「粤」「戉」とも、現代のピンインではyuèと同じ音で表される。
越の人々の国々は、下記の名称が見受けられる。
※下記には、中国の漢字が含まれます。
| 漢字      | ピンイン        | 広東語 イェール式 | ベトナム語           | 閩南語潮州語      | 呉語                 |
| --------- | --------------- | ----------------- | -------------------- | ----------------- | -------------------- |
| 句呉      | Gōuwú           | Geui'ngh          | Câu Ngô              | Kau Gou           | Keu ng               |
| 于越      | Yūyuè           | Yūyuht            | Ư Việt               | U Wat             | U yoeh               |
| 揚越      | Yángyuè         | Yèungyuht         | Dương Việt           | Yang Wat          | Yang yoeh            |
| 贛越      | Gànyuè          | Gonyuht           | Cán Việt             | Kan Wat           | Koe yoeh             |
| 閩越      | Mǐnyuè          | Mànyuht           | Mân Việt             | Ban Wat           | Ming yoeh            |
| 夜郎      | Yèláng          | Yehlòng           | Dạ Lang              | Me Nng            | Ya long              |
| 南越      | Nányuè          | Naàhmyuht         | Nam Việt             | Nam Wat           | Noe yoeh             |
| 東越      | Dōngyuè         | Dōngyuht          | Đông Việt            | Dang Wat          | Tung yoeh            |
| 山越      | Shānyuè         | Saānyuht          | Sơn Việt             | Soa~ Wat          | Sae yoeh             |
| 雒越      | Luòyuè          | Lokyuht           | Lạc Việt             | Roc Wat           | Lok yoeh             |
| 甌越      | Ōuyuè           | Āuyuht            | Âu Việt              | Au Wat            | Eu yoeh              |
| 西甌      | Xī'ōu           | Sāi'āu            | Tây Âu               | Sai Au            | Si eu                |
| 滇越,夔越 | Diānyuè, Kuíyuè | Dīnyuht, Kwaīyuht | Điền Việt, Khôi Việt | Tian Wat, Koe Wat | Tien yoeh,Khuei yoeh |

## 言語・遺伝子
百越の言語については研究段階だが、ジェリー・ノーマン と梅祖麟は、少なくとも百越のいくらかはオーストロアジア語族の言語を話していたという証拠を出している。
中国復旦大学・黄穎、李輝、高蒙河らは、百越はY染色体ハプログループO1aであるとしている。これは台湾先住民に多いタイプである。
崎谷満は、百越がY染色体ハプログループ旧O2（旧O3が現O2となり、旧O2は現O1のサブに置かれ現O1b。これにより旧O2aは現O1b1、旧O2bは現O1b2）系統に属していたとしていると主張しているが反論もある。現O1b1/現O1b2は長江文明の担い手であると推測されているが、長江文明の衰退に伴い、現O1b1および一部の現O1b2は南下し百越と呼ばれ、残りの現O1b2は西方及び北方へと渡り、日本列島、沖縄、朝鮮半島へ渡ったと推測される、現O1b1系統はオーストロアジア語族と関連していることから、この説に則れば、百越はオーストロアジア語に近い言語（群）を話していたと考えられる。

## 文化

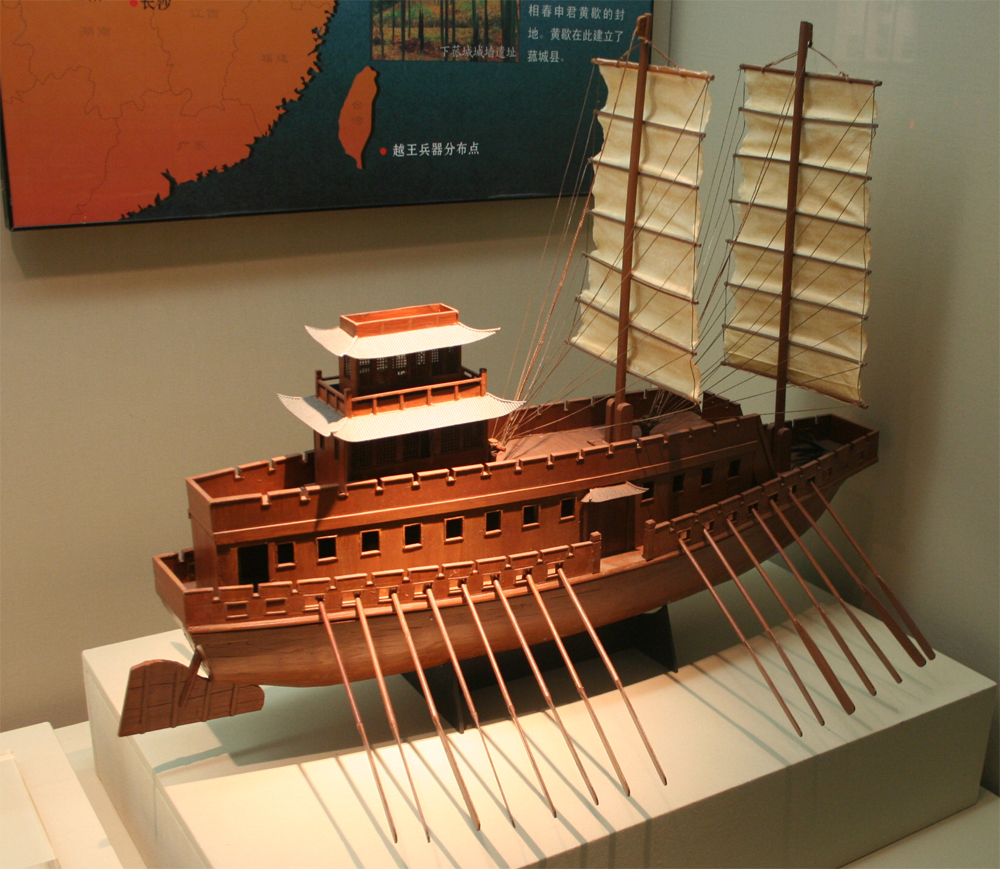
越人の戦艦模型

### 倭人との文化共通性
推測であるが文化面では、稲作、断髪、黥面（入墨）、龍蛇信仰、太陽神崇拝、鳥崇拜(河姆渡文化、良渚文化)裸潜水漁撈方法など、百越と倭人（特に海人族）の類似点が歴史書に見受けられるという主張がある。現代の中国では廃れたなれずし（熟鮓）は、百越の間にも存在しており、古い時代に長江下流域から日本に伝播したと考えられている。

### 刃物の産地
荘子外篇 刻意第十五には「干越(于越)の剣を持つものは、箱に入れて使うこともなく至宝とする。」とあり、剣が有名であったことが示されている。越人の剣匠には、伝説的な欧冶子や干将・莫耶、徐夫人がいる。また、越人が鍛えた剣で現存するものとして、越王勾践剣、呉王夫差矛などがある。
その冶金技術は、刃物の名産地竜泉市として脈々と継承されている。
言語学者の羅香林や考古学者衛聚賢は、越の字が古代中国で占いや権力移譲に使用された钺（巨大な斧）と関連があり、越や戉は刀や斧などの刃物の意であるとしている。

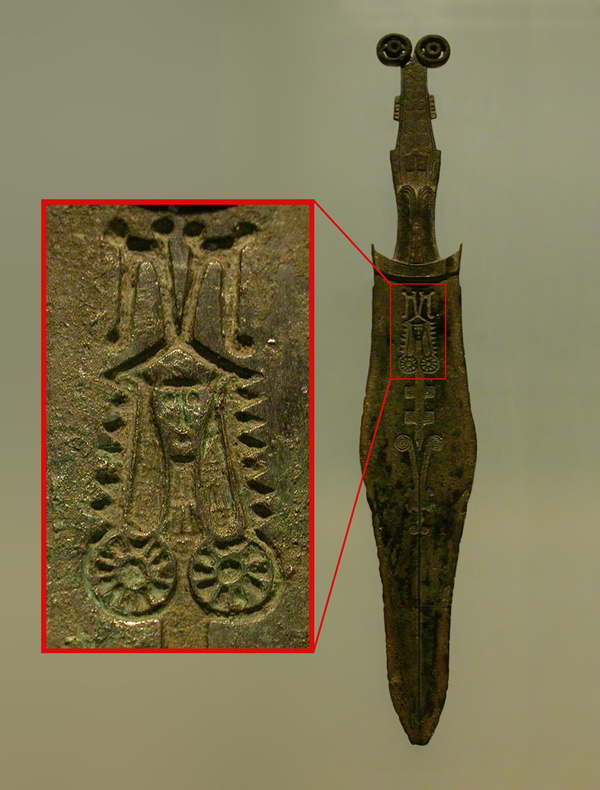
人面が象られた青銅剣
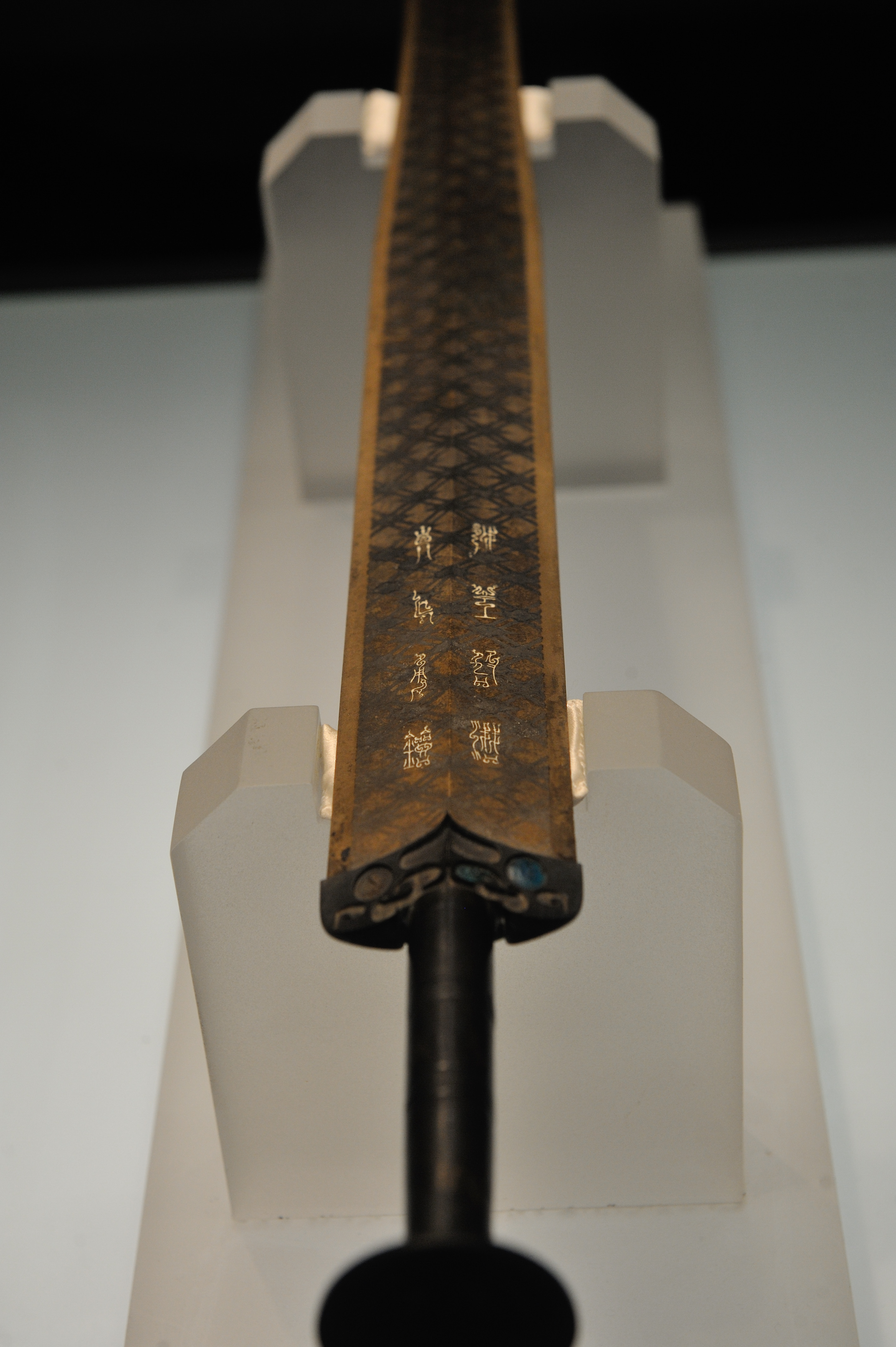
紀元前5世紀頃に作られた越王句践剣
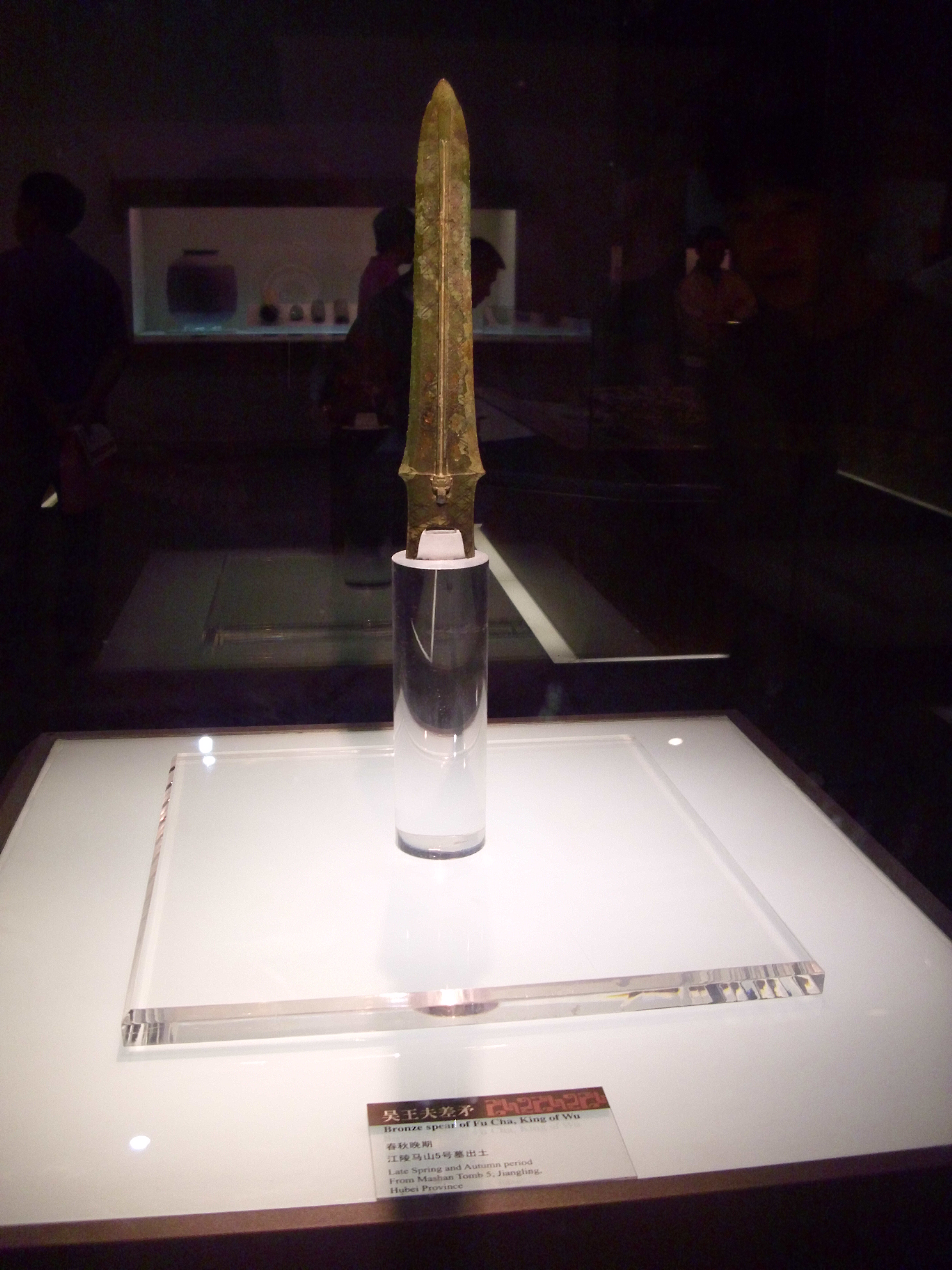
紀元前5世紀頃に作られた呉王夫差矛

## 参考資料・脚注
1. 1 2  蘇州有情 流浪の民、百越族ロマン（個人サイト） - ウェイバックマシン
2. ↑  Norman, Jerry; Mei, Tsu-lin (1976). "The Austroasiatics in Ancient South China: Some Lexical Evidence" (PDF). Monumenta Serica 32: 274–301. JSTOR 40726203.
3. ↑  Norman, Jerry (1988). Chinese. Cambridge University Press. pp. 17–19. ISBN 978-0-521-29653-3.
4. ↑  Boltz, William G. (1999). "Language and Writing". In Loewe, Michael; Shaughnessy, Edward L. The Cambridge history of ancient China: from the origins of civilization to 221 B.C. Cambridge University Press. pp. 74–123. ISBN 978-0-521-47030-8.
5. ↑  『古代基因：百越族群研究新證』復旦大學(2003)
6. ↑  崎谷満（2009）『DNA・考古・言語の学際研究が示す　新・日本列島史』勉誠出版
7. ↑  崎谷満（2009）『新日本人の起源』勉誠出版
8. ↑  崎谷満『DNA・考古・言語の学際研究が示す新・日本列島史』（勉誠出版　2009年）
9. ↑  安本美典 (1991)『日本人と日本語の起源』，東京：毎日新聞社
10. ↑  安本美典 (1978)『日本語の成立』，東京：講談社
11. ↑  西川, 吉光 (2016年3月). “海民の日本史(1)”. 国際地域学研究. pp. 157–176. 2022年4月17日閲覧。
12. 1 2  鰹節
著者: 宮下章 p129-130
13. ↑  「熟鮓（なれずし）の起源」[リンク切れ] 近江の熟鮓（なれずし）・徳山鮓
14. ↑  “日本人の起源：“倭人”のルーツは中国大陸の呉・越 - 縄文と古代文明を探求しよう！”. 縄文と古代文明を探求しよう！ - いったい、人類はどこで道を誤ったのか？人類は今、自らが築いてきた全文明の見直しを迫られている。 (2008年9月15日). 2022年4月17日閲覧。
15. ↑    (中国語) 莊子/刻意, ウィキソースより閲覧。
16. ↑  “２千年の伝統受け継ぐ「竜泉剣」 浙江省竜泉市”. www.afpbb.com.  フランス通信社. 2022年4月16日閲覧。